# Guarino de Vérone
Pour les articles homonymes, voir Guarino Guarini et Véronèse (homonymie).
Guarino de Vérone encore appelé Guarino Veronese ou Guarino Guarini ou encore Guarino da Verona (né en 1374 à Vérone, en Vénétie - mort le 14 décembre 1460 à Ferrare, en Émilie-Romagne) était un philosophe et un humaniste italien du XVe siècle. C'est l'un des pionniers de l'étude du grec à l'aube de la Renaissance, langue qu'il étudia pendant cinq années à Constantinople, auprès de Manuel Chrysoloras.

## Biographie

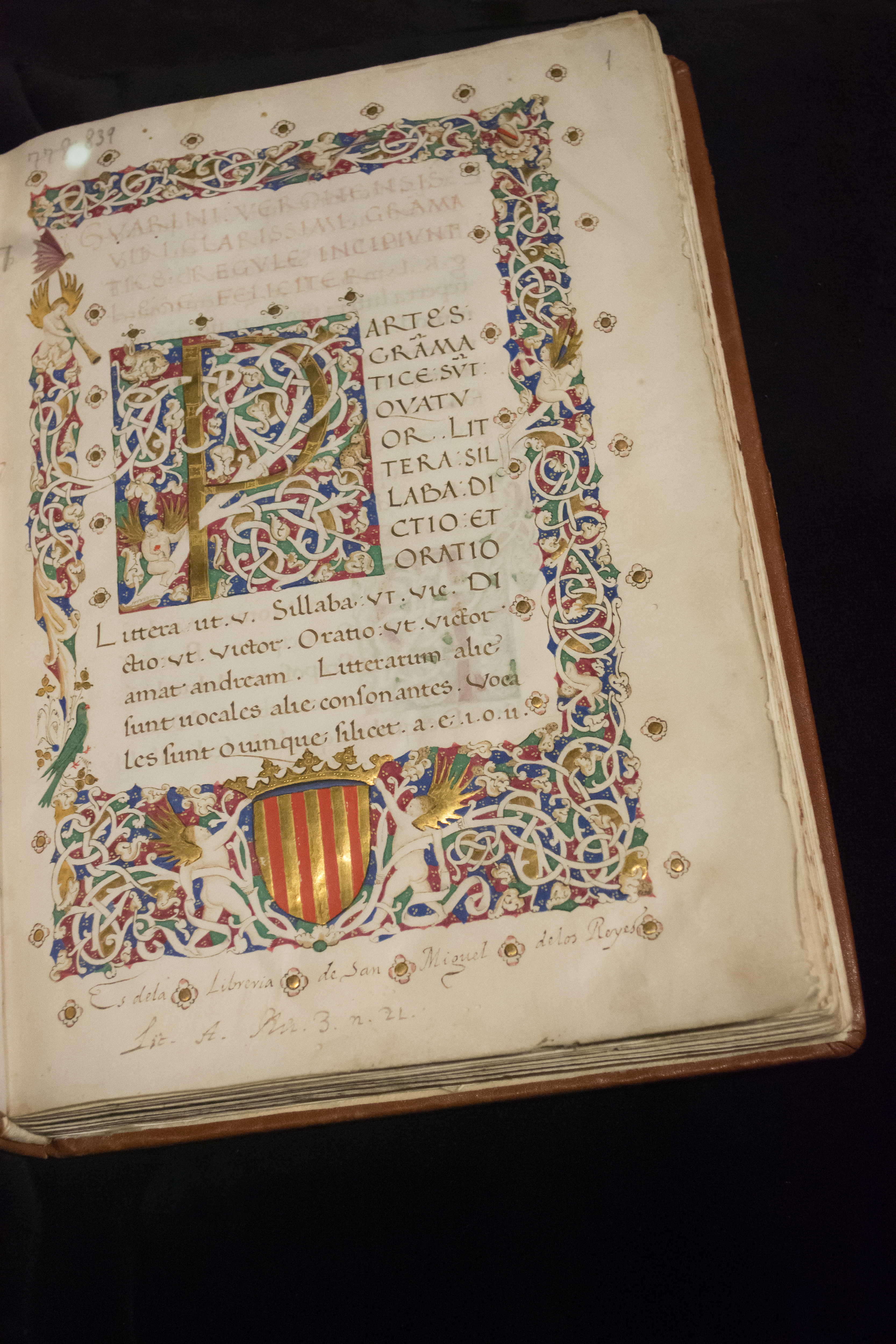
Regulae grammaticales. Manuscrit de 1450

Guarino Veronese fut l'élève à Padoue de Giovanni di Conversino da Ravenna. En 1429, chassé de Padoue par la peste, il est invité à Ferrare par Nicolas d'Este pour y être le précepteur de son fils Leonello d'Este. Il tient par la suite une célèbre « École »  intégrée à l'Université de Ferrare créée en octobre 1442. Étranger à toute forme de moralisme, il y proposait une pédagogie dont le but était de réaliser concrètement l'idéal d'un lettré honnête, qui faisait usage de sa propre doctrine pour promouvoir le bien-être de la société.
Il puise dans l'Antiquité toute une série d'exemples, au premier rang desquels se trouve César, dans sa démarche d'éducation de prince idéal et philosophe. À la mort de Nicolas d'Este en 1441, quand son élève parvient au pouvoir, il déploie une intense activité littéraire. Il compose une oraison funèbre dédiée à Leonello, accompagnée d'une longue lettre à propos du pouvoir royal. La figure de César est omniprésente dans les lettres qu'il envoie à Leonello. Il a traduit la Vie de César de Plutarque avant 1414 mais, en 1435, il entreprend une nouvelle traduction. Il travaille aussi sur ses Commentaires, un manuscrit aujourd'hui conservé à Modène, qui comporte des annotations de sa main adressées à Leonello.

Guarini, écrivain très érudit, traduisit à partir du grec et du latin de nombreux ouvrages, notamment la totalité de l'œuvre de Strabon. Sa correspondance est remplie d'informations sur son activité et sur celle des autres humanistes avec lesquels il était en relation.
Son fils Giovanni Battista Guarini fut précepteur d'Isabella d'Este.

## Controverse autour de César

### Contexte
Au XVe siècle, César demeure une figure controversée, symbole du monarque juste et du grand capitaine pour les uns, du tyran fossoyeur de la République romaine pour les autres. Au Moyen Age, l'histoire romaine était celle de l'Empire, et la figure de César exaltée: chevalier courtois, prince généreux et empereur victorieux. Dante place ses assassins en Enfer et les accuse d'avoir été mus par l'avarice et l'envie. Mais il existe une légende noire, parricida patrae, du meurtrier de la République. À Florence, vers 1400, l'histoire romaine est celle de la République. Leonardo Bruni, chancelier de la république de Florence, s'oppose dans ses écrits à la légende selon laquelle César aurait fondé sa ville, car sa république ne peut avoir été fondée que sous une république, par Sylla, ce qui explique l'amour de la liberté du peuple florentin et ses multiples talents. Le guelfisme florentin se voit comme le continuateur de la liberté romaine.
Le héros des républicains de Florence est Scipion l'Africain. Donato Acciaiuoli écrit une Vie de Scipion qu'il dédie à Pierre de Médicis.

### La controverse
Une controverse opposa Guarino Veronese à Poggio Bracciolini (le Pogge) au sujet des mérites comparés de César et de Scipion. En 1435, Poggio exalte, dans une lettre au Ferrarais Scipione Mainenti, les mérites du vainqueur d'Hannibal, soutenant que Scipion est le plus grand héros antique et brosse une image sombre de César. En visite à Florence pendant l'été 1435 auprès du pape Eugène IV, Leonello revient à Ferarre avec une copie de cette lettre qu'il montre à Guarino. Outré, Guarino réplique dans une lettre à Leonello d'Este, qui fut suivie d'une nouvelle lettre du Pogge — adressée cette fois à Francesco Barbaro — (Defensio de præstantia Cesaris et Scipionis) l'année suivante dans laquelle il défend la République. Guarino soutient son héros en trois points. Il vient au secours du latin de César accusé par Poggio d'être un « crime », et le défend politiquement. Pour lui, César n'est pas un tyran qui a ruiné la liberté romaine, elle était déjà morte depuis Sylla. Au contraire, il a respecté les institutions. Il prend la défense de la légalité de la monarchie contre la république. Enfin, César pour lui a surpassé tous les autres capitaines. Pour Guarino, Leonello est le nouveau César. Il le pare de toutes les vertus associées traditionnellement au héros antique: la clémence, la magnanimité et l'art de la guerre.
L'enjeu de cette controverse s'inscrit dans le cadre des luttes politiques de l'Italie du Quattrocento, où la tentation de la tyrannie, associée à la guerre civile, préoccupait les esprits et nourrissait les écrits. Pour Guarino, César demeure l'exemple des vertus princières.

## Peinture
Guarino, grand admirateur de la peinture de son temps, la trouve inférieure à l'écrit : elle ne montre que l'apparence, non pas les qualités morales, elle attire l'attention sur les dons du peintre plus que sur le sujet, elle est moins durable qu'un ouvrage écrit.